# Caso Isabele Ramos
O caso Isabele Guimarães Ramos refere-se ao assassinato da menina de quatorze anos, baleada na cabeça no dia 12 de julho de 2020, no condomínio de luxo em Cuiabá, Mato Grosso. O crime ganhou grande repercussão nacional sobre as hipóteses do assassinato ter sido acidental ou intencional, além de ter obtido repercussão internacional. Quase quatro anos depois, em 2024, o crime voltou a repercutir após a jovem que matou amiga ser expulsa na Faculdade São Leopoldo Mandic, em São Paulo, onde cursava medicina. Após o inquérito da Polícia Civil apontar que a menina que matou Isabele assumiu o risco de matar, já que era atiradora esportiva, em junho de 2022, a Terceira Câmara de Criminal do TJMT (Tribunal de Justiça de Mato Grosso) desclassificou a condenação e classificou como culposo, quando não há intenção. Três anos após o crime, Rosângela Monteiro, perita criminal brasileira notória por comentar os casos de grande repercussão no país, afirmou que:
| “                                                | Não caracterizou, ali, esse disparo involuntário dela, porque ela sabe manusear uma arma, ela apontou efetivamente para o rosto da menina, a arma estava destravada e municiada. Outro detalhe, na pistola existe uma trava externa que você destrava com o polegar, ela destravou a arma e estava com uma bala no gatilho. (...) Se você tem uma psicopata, não é que ela sente ódio ou raiva… ela simplesmente não sente! Uma menina inteligente, falou ‘vou disparar na cara dessa menina pra ver como que é' (...) Ela apontou pro alvo e disparou, ela não teve hesitação ali, nada de hesitação.. tremer… ela foi eficiente. | ” |
| — Rosangela Monteiro, perita criminal brasileira | |   |

## A vítima
Isabele Guimarães Ramos nasceu em 12 de novembro de 2005, e era filha da empresária Patrícia Hellen Guimarães Ramos e do médico neurocirurgião Jony Soares Ramos, este que faleceu em um acidente de moto em junho de 2018. Antes de sua morte, Isabele morava com a mãe e o irmão mais novo Pedro, de doze anos, no condomínio de luxo Alphaville, localizado no bairro Jardim Itália, em Cuiabá, no Mato Grosso.